# Хайндс, Брент
Брэнт Хайндс (англ. Brent Hinds, при рождении Уильям Брэнт Хайндс (англ. William Brent Hinds); род. 16 января 1974, Пэлхам, Алабама, США) — гитарист/вокалист из Атланты, штат Джорджия. В настоящее время член метал-группы Mastodon, в которой является вторым гитаристом вместе с Биллом Кэлихером, и одним из трех вокалистов вместе с Троем Сандерсом и Брэнном Дэйлором. Хайндс также гитарист/вокалист в рокабилли группе Fiend Without A Face, а также принимает участие в других проектах, включая такие группы классического рока, как: The Blood Vessels, West End Motel, Four Hour Fogger and The Last of the Blue Eyed Devils.

## Рождение и ранние годы
Брент родился в Пэлхаме, штат Алабама. Впервые он взял гитару в руки в 13 лет. Его отец согласился купить ему инструмент при условии, если Брент сначала научится играть на банджо, возьмет уроки в музыкальной школе и выучит нотную грамоту. Брент согласился и несколько лет проучился в Алабамской академии искусств.

## Музыкальная карьера
Через некоторое время Хайндс уезжает из Алабамы в Атланту, штат Джорджия для того, чтобы начать музыкальную карьеру. Вскоре он встретил Троя Сандерса, будущего члена Mastodon. Трой рассказывал, что Хайндс «жил в своем минивэне следующие пять лет». Брент стал членом тогдашней группы Троя Four Hour Fogger.
Позжe Four Hour Fogger распались. Хайндс и Сандерс, которые решили продолжить играть вместе, случайно встретили Брэнна Дэйлора и Билла Келлихера на концерте группы High on Fire «в подвале их друга». Четверка создала группу вместе с вокалистом Эриком Сэнером. Они отправились в турне по южному США. Коммерческий успех команде пришёл уже после ухода Сэнера. Его уход вынудил Хайндса разделить обязанности вокалиста вместе с Сандерсом.
Хайндс сконцентрировался на работе с Mastodon, основное время проводя в турах или студии. Он также продюсирует свою менее известную рокабилли группу Fiend Without A Face, а также свою группу классического рока The Blood Vessels. Хайндс написал сайндтрек к фильму Джона Хэкс.

## Гитары и оборудование
Любимыми гитарами Хайндса являются Gibson Custom Silverburst Flying V, Electrical Guitar Company Brent Hinds Custom V и Gibson B.B. King Lucille, но на студии Брент любит использовать разнообразные винтажные и блюзовые гитары.
Согласно журналу Guitar World, Хайндс обычно использует три строя: D стандарт, Дроп C и строй D с опущенной до А шестой струной (A G C F A D). Эти строи настолько низкие, что гитаристу приходится использовать толстые струны.
Брент на раннем этапе музыкальной карьеры использовал усилитель Marshall JMP Superlead. Позже стал предпочитать усилитель компании Diezel VH-4, а на данный моменты играет на именных усилителях компании Orange Brent Hinds Terror.
Детально посмотреть всё оборудование Брента можно на сайте equipboard.

## Влияние и стиль
По той причине, что Хайндс учился играть на банджо, он разработал свой узнаваемый почерк, который характерен быстрым звукоизвлечением, который напоминает технику игры на банджо. В своем творчестве он объединяет минорную пентатонику, натуральный минор и минорную гармонию, равно как частые хаммеры, пулл-оффы и слайды. Брент вырос на музыке кантри, но в подростковом возрасте он начал слушать Neurosis и Melvins, группы, которые в дальнейшем окажут решающее влияние на его творчество. Хайндс так же любит такие музыкальные жанры, как прогрессивный и психоделический рок 70’х.
В 12 июня 2007 года, Хайндс и его одногруппник Кэллихер выиграли награду журнала Metal Hammer как лучшие шредеры. Это был первый раз, когда гитаристы Mastodon получили награду за своё мастерство.
Вокал Брэнта напоминает более агрессивную версию классического кантри стиля. Он использует преимущественно чистый вокал, но в раннем творчестве можно услышать гроул.